# Konrad Wibbeking
Konrad Wibbeking (* im 15. Jahrhundert in Rietberg; † 17. April 1544 in Lübeck) war ein deutscher, aus Westfalen zugewanderter Lübecker Kaufmann, der bereits in erster Generation in den Rat der Hansestadt gewählt wurde.

## Leben
Über die Herkunft aus dem westfälischen Rietberg hinaus ist über die familiäre Herkunft und Ausbildung Wibbekings nicht bekannt. In Lübeck wurde er Stammvater einer Ahnreihe von erfolgreichen Kaufleuten, die als Familie mehrere Lübecker Bürgermeister und Ratsherren stellte. Er selbst wurde 1522 in den Rat gewählt und war mehrfach Kämmereiherr (1537–39 und 1542). Im Zuge der Reformation in Lübeck oblag es ihm gemeinsam mit dem Ratsherrn Hinrich Castorp den katholischen Geistlichen in der Stadt am 9. April 1530 das beschlossene Predigtverbot mitzuteilen. Im Zuge der bürgerschaftlichen Unruhen der Jürgen-Wullenweber-Zeit gehörte er zu den Ratsherren, die am 11. April 1534 aus dem Rat der Stadt ausscheiden mussten. Am 12. November 1534 trat er dem Rat wieder bei.
Wibbeking war verheiratet mit Gertrud Northoff, der Tochter des 1497 verstorbenen Kaufmanns Johann Northoff und Schwester von Heinrich und Christian Northoff. Sein Sohn Paul Wibbeking wurde ebenfalls Ratsherr in Lübeck und im Jahr 1560 auch Bürgermeister der Stadt.